# Torneo de Tokio 2023
El Kinoshita Group Japan Open Tennis Championships 2023 fue un torneo de tenis perteneciente al ATP Tour 2023 en la categoría ATP Tour 500. El torneo tuvo lugar en la ciudad de Tokio (Japón) desde el 16 hasta el 22 de octubre de 2023 sobre canchas duras.

## Distribución de puntos
| Modalidad            | Campeón | Finalista | Semifinales | Cuartos de final | 2.ª ronda | 1.ª ronda | Clasificados | 2.ª ronda de clasificación | 1.ª ronda de clasificación |
| Individual masculino | 500     | 330       | 200         | 100              | 50        | 0         | 25           | 13                         | 0                          |
| Dobles masculino     | 500     | 300       | 180         | 90               | –         | –         | 45           | 25                         | 0                          |

## Cabezas de serie

### Individuales masculino
| Tenista               | Ranking | Preclasificado |
| Taylor Fritz          | 8       | 1              |
| Casper Ruud           | 9       | 2              |
| Alexander Zverev      | 10      | 3              |
| Álex de Miñaur        | 11      | 4              |
| Tommy Paul            | 12      | 5              |
| Frances Tiafoe        | 13      | 6              |
| Karen Khachanov       | 14      | 7              |
| Félix Auger-Aliassime | 15      | 8              |

- Ranking del 2 de octubre de 2023.[2]

### Dobles masculino
| Tenista                            | Ranking | Preclasificados |
| Rohan Bopanna Matthew Ebden        | 15      | 1               |
| Marcel Granollers Horacio Zeballos | 27      | 2               |
| Marcelo Arévalo Jean-Julien Rojer  | 33      | 3               |
| Sander Gillé Joran Vliegen         | 37      | 4               |

## Campeones

### Individual masculino
Ben Shelton venció a  Aslán Karatsev por 7-5, 6-1

### Dobles masculino
Rinky Hijikata /  Max Purcell venció a  Jamie Murray /  Michael Venus por 6-4, 6-1